# مسیر (رایانه)
در علوم رایانه، مسیر (به انگلیسی: Path) یک رشته است که محل یک پرونده یا پوشه را در فایل‌سیستم مشخص می‌کند.
مسیرها می‌توانند به صورت مطلق یا نسبی بیان شوند. یک مسیر مطلق، بدون توجه به پوشهٔ کار، همواره به یک مکان مشخص در فایل‌سیستم اشاره می‌کند در حالی که در یک مسیر نسبی پوشهٔ کنونی نقطهٔ آغاز محاسبهٔ مسیر است.
سیستم‌عامل‌های مختلف روش‌های متفاوتی برای نمایش مسیرها دارند. در یونیکس «/» به عنوان نویسهٔ حائل استفاده می‌شود و در ابتدای مسیر نام درایو ذکر نمی‌گردد (همهٔ مسیرها نسبت به پوشهٔ ریشه که تنها با یک «/» مشخص می‌شود محاسبه می‌شوند). در این سیستم‌عامل با درایوهایی مانند فلاپی، به صورت یک پوشه برخورد می‌شود که در یک نقطهٔ مشخص (مثلاً پوشهٔ «/drives/») سوار می‌شوند. اما در ویندوز، نویسهٔ حائل «\» است و هر درایو به صورت یک حرف انگلیسی به همراه «:» مشخص می‌شود. در ویندوز مسیرهای مطلق به دو روش قابل بیان هستند، یکی مسیری که با نام درایو مشخص می‌شود (مانند: C:\Windows\System32)،‌ و دیگری با کمک سنت نام‌گذاری یکنواخت که به صورت \\hostname\sharename\filename بیان می‌شود. به آدرس دهی نوع اول ، آدرس دهی محلی (Local Addressing) و به نوع دوم ، آدرس دهی تحت شبکه (Network Addressing) گفته می شود.  به آدرس دهی تحت شبکه UNC نیز نامیده می‌شود که مخفف عبارت Universal Naming Convention می باشد.

## واژه‌نامه
1. ↑  Working directory
2. ↑  Uniform Naming Convention